# Ōza 2000
L'Ōza 2000 è stata la quarantottesima edizione del torneo goistico giapponese Ōza.

## Svolgimento

### Fase preliminare
La fase preliminare serve a determinare chi accede al torneo per la selezione dello sfidante. Consiste in una serie di tornei preliminari iniziali, i cui vincitori si qualificano al torneo per la determinazione dello sfidante.
- W indica vittoria col bianco
- B indica vittoria col nero
- X indica la sconfitta
- +R indica che la partita si è conclusa per abbandono
- +N indica lo scarto dei punti a fine partita
- +F indica la vittoria per forfeit
- +T indica la vittoria per timeout
- +? indica una vittoria con scarto sconosciuto
- V indica una vittoria in cui non si conosce scarto e colore del giocatore

|  | Primo turno      | Primo turno      | Primo turno |  |  | Secondo turno    | Secondo turno    | Secondo turno |     |               | Semifinali    | Semifinali    | Semifinali |  |  | Finale | Finale | Finale |
|  |                  |                  |             |  |  |                  |                  |               |     |               |               |               |            |  |  |        |        |        |
|  | Satoru Kobayashi | Satoru Kobayashi | W+R         |  |  |                  |                  |               |     |               |               |               |            |  |  |        |        |        |
|  | Kimio Yamada     | Kimio Yamada     |             |  |  | Satoru Kobayashi | Satoru Kobayashi |               |     |               |               |               |            |  |  |        |        |        |
|  | Norimoto Yoda    | Norimoto Yoda    | B+4,5       |  |  | Norimoto Yoda    | Norimoto Yoda    | B+4,5         |     |               |               |               |            |  |  |        |        |        |
|  | Keigo Yamashita  | Keigo Yamashita  |             |  |  |                  |                  |               |     | Norimoto Yoda | Norimoto Yoda | B+R           |            |  |  |        |        |        |
|  | Haruo Kamimura   | Haruo Kamimura   |             |  |  |                  | Norio Kudo       | Norio Kudo    |     |               |               |               |            |  |  |        |        |        |
|  | Shuzo Awaji      | Shuzo Awaji      | B+R         |  |  | Shuzo Awaji      | Shuzo Awaji      |               |     |               |               |               |            |  |  |        |        |        |
|  | Norio Kudo       | Norio Kudo       | B+R         |  |  | Norio Kudo       | Norio Kudo       | W+4,5         |     |               |               |               |            |  |  |        |        |        |
|  | Yasutoshi Yasuda | Yasutoshi Yasuda |             |  |  |                  |                  |               |     |               | Norimoto Yoda | Norimoto Yoda |            |  |  |        |        |        |
|  | Cho Chikun       | Cho Chikun       | B+R         |  |  |                  | Cho Chikun       | Cho Chikun    | B+R |               |               |               |            |  |  |        |        |        |
|  | Takashi Kono     | Takashi Kono     |             |  |  | Cho Chikun       | Cho Chikun       | W+0,5         |     |               |               |               |            |  |  |        |        |        |
|  | Naoto Hikosaka   | Naoto Hikosaka   | W+3,5       |  |  | Naoto Hikosaka   | Naoto Hikosaka   |               |     |               |               |               |            |  |  |        |        |        |
|  | Shinya Nakamura  | Shinya Nakamura  |             |  |  |                  |                  |               |     | Cho Chikun    | Cho Chikun    | B+4,5         |            |  |  |        |        |        |
|  | Shungo Goto      | Shungo Goto      |             |  |  |                  | Masao Kato       | Masao Kato    |     |               |               |               |            |  |  |        |        |        |
|  | Kōichi Kobayashi | Kōichi Kobayashi | B+R         |  |  | Kōichi Kobayashi | Kōichi Kobayashi |               |     |               |               |               |            |  |  |        |        |        |
|  | Mitsuhisa Yukawa | Mitsuhisa Yukawa |             |  |  | Masao Kato       | Masao Kato       | B+5,5         |     |               |               |               |            |  |  |        |        |        |
|  | Masao Kato       | Masao Kato       | W+1,5       |  |  |                  |                  |               |     |               |               |               |            |  |  |        |        |        |

### Finale
La finale è una sfida al meglio delle cinque partite.